# Війна копрофагів (Цілком таємно)

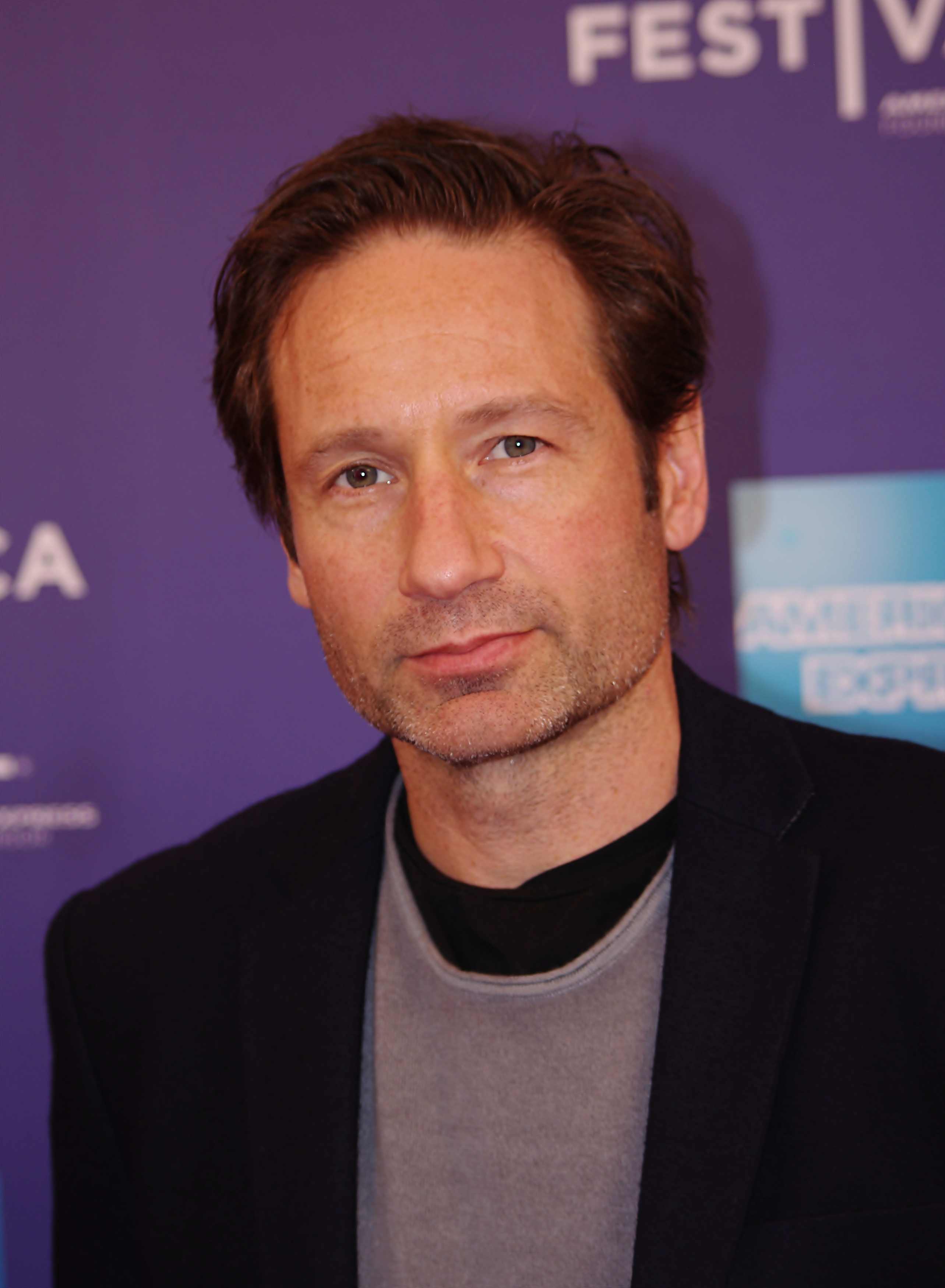

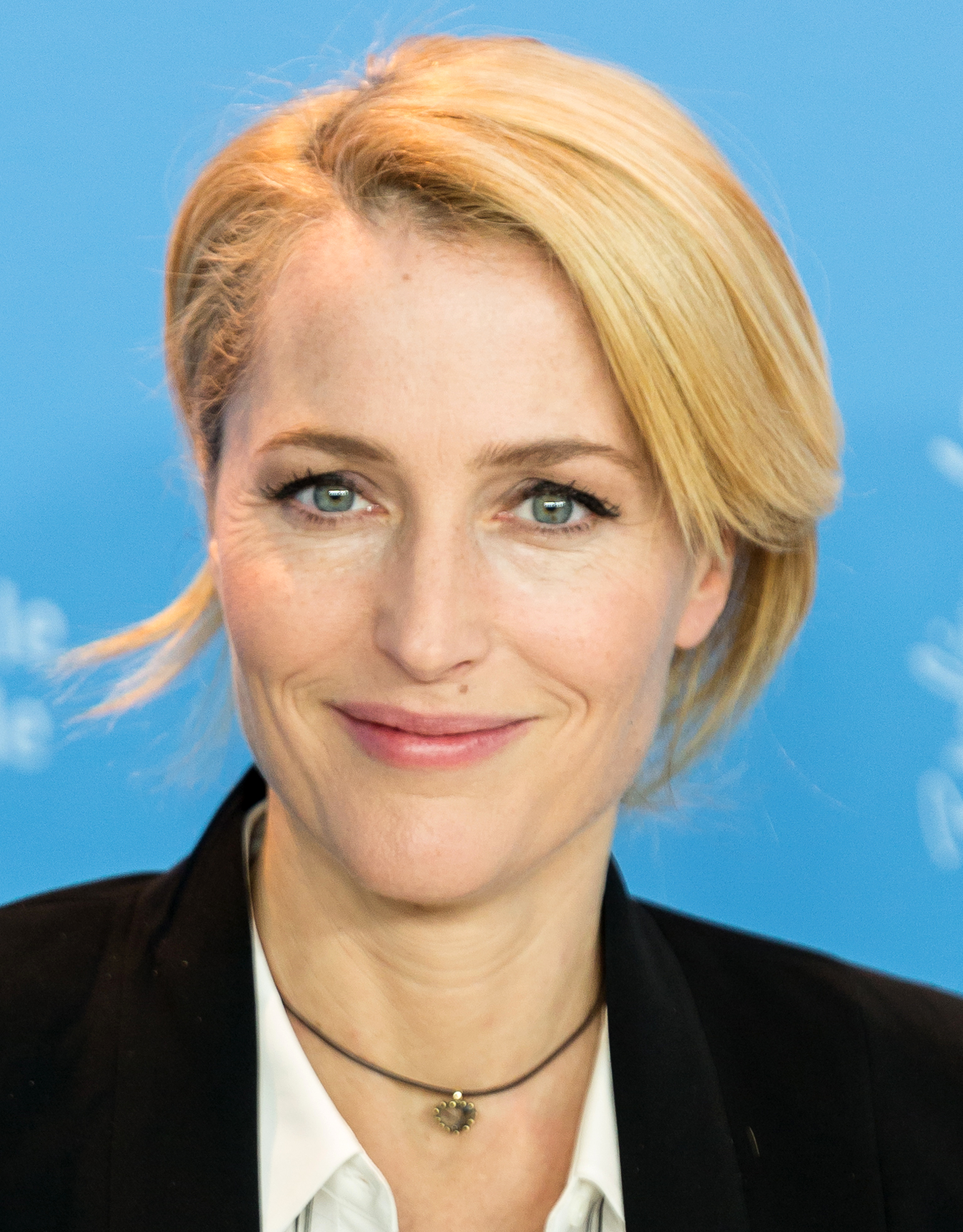

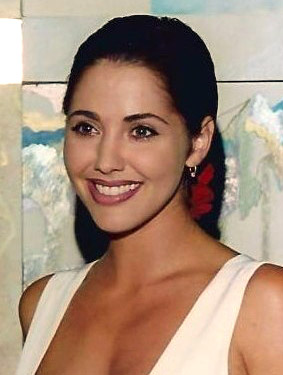

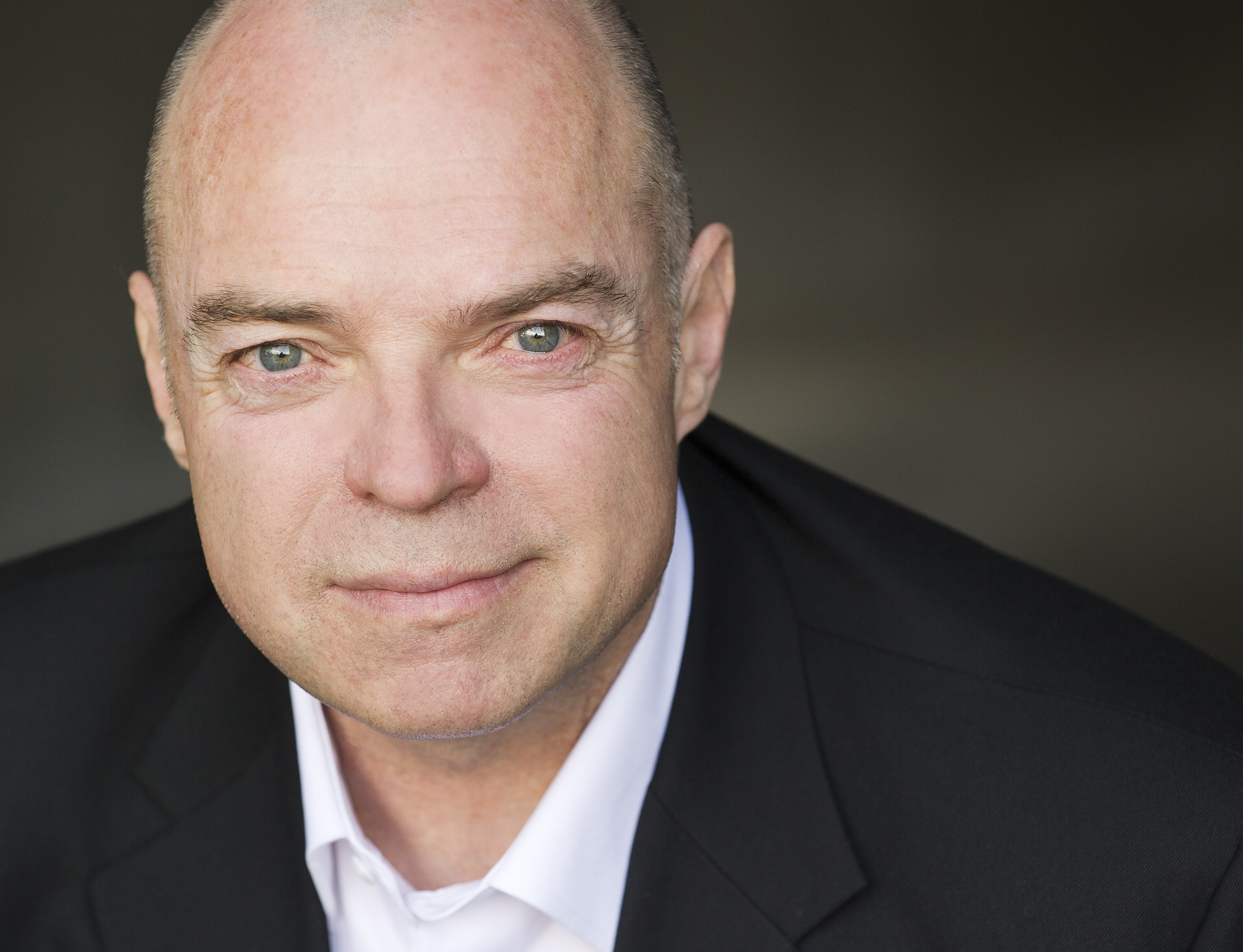

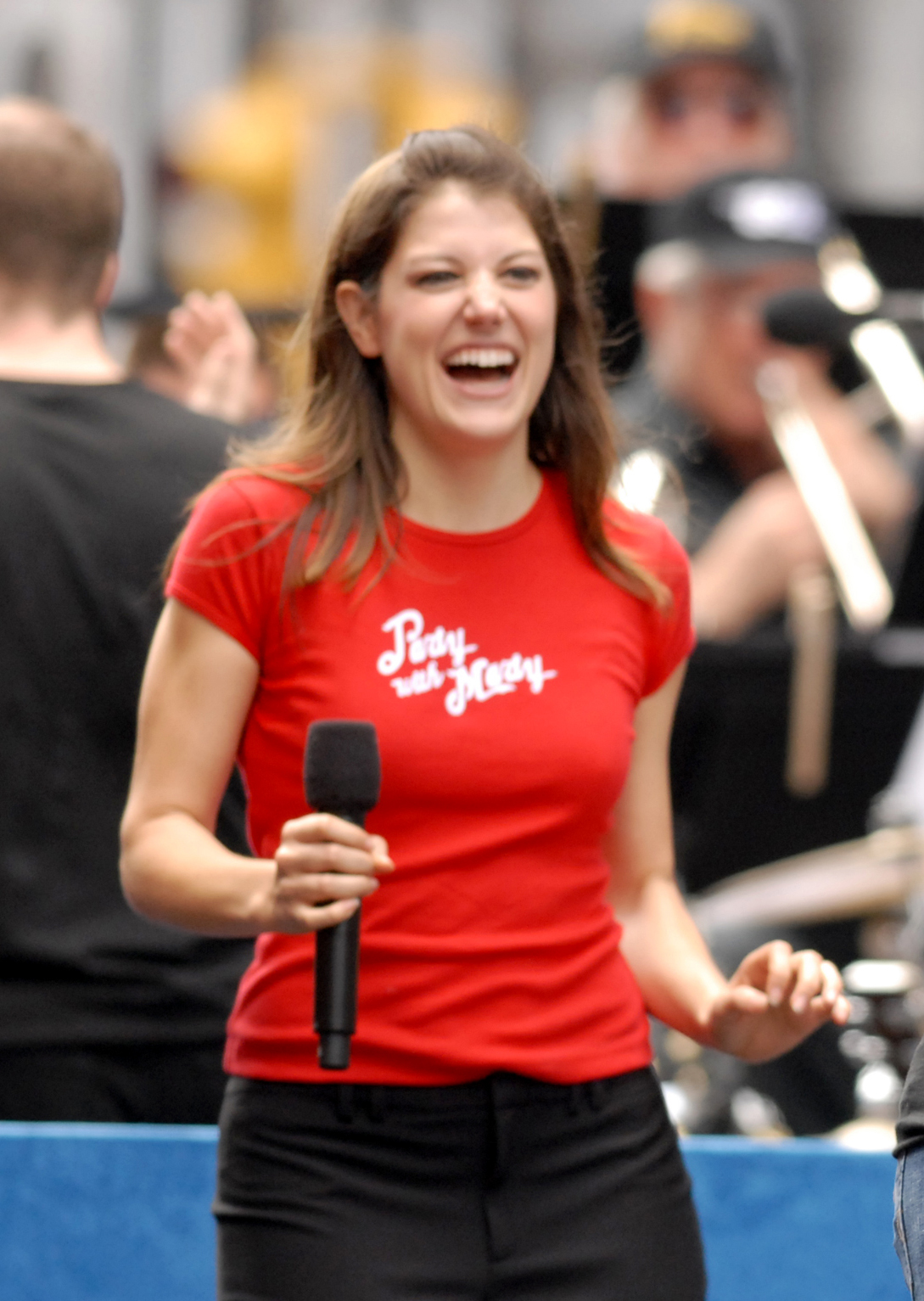

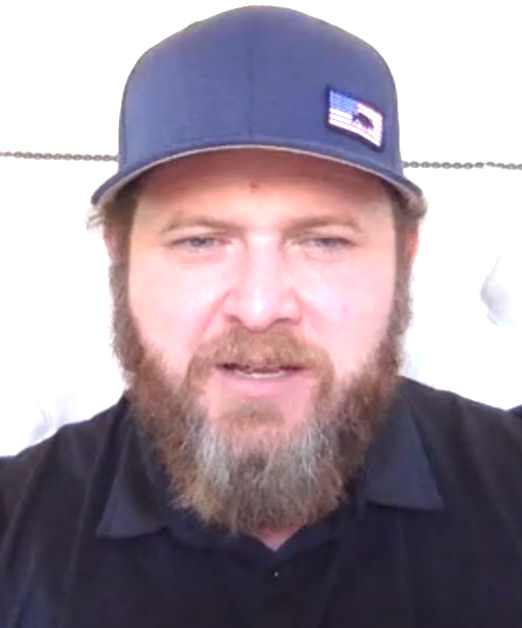

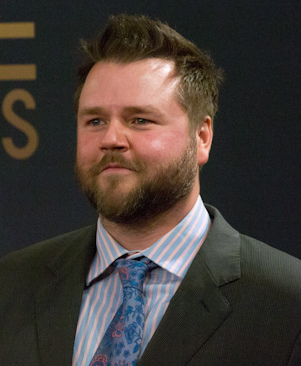

«Війна копрофагів» — дванадцята серія третього сезону американського науково-фантастичного серіалу «Цілком таємно». Вперше була показана на телеканалі Фокс 5 січня 1996 року. Сценарій до нього написав Дерін Морган, а режисером був Кім Меннерс. Ця серія отримала рейтинг Нільсена в 10,1 бала і її подивились 16,32 млн осіб. Серія отримала переважно позитивні відгуки від критиків, яким сподобався її гумористичний стиль.
Серіал розповідає про двох агентів ФБР Фокса Малдера (роль виконав Девід Духовни) та Дейну Скаллі (роль виконала Джилліан Андерсон), які розслідують паранормальні випадки, що називають «файли X». В цій серії агент Малдер розслідує серію смертей в маленькому містечку. Одразу після смерті тіла померлих були вкриті тарганами. Скаллі залишається вдома, і їй вдається знайти наукове пояснення кожної смерті, яке вона повідомляє Малдеру телефоном. Але Малдер підозрює, що до всього цього причетні таргани. Згодом він з'ясовує, що таргани зроблені з заліза і починає підозрювати їхнє позаземне походження.
«Війна копрофагів» є третьою серією, написаною Девідом Морганом, після серій «Обман» та «Останній відпочинок Клайда Бракмана». Щоб досягти ефекту захоплення міста тарганами, були використано близько 300 справжніх тарганів, а також гарно деталізовані гумові муляжі цих комах. Назва серії дана на честь роману «Війна світів» Герберта Уеллса. Персонаж доктор Бембі Беренбаум із цієї серії названа на честь реальної ентомологістки Мей Беренбаум.

## Сюжет
У місті Майлерс-Гроув (Массачусетс) в підвалі будинку працює винищувач тарганів, якого найняв власник будинку, щоб він знищив комах. Він розбризкує на стіну отруту. Винищувач бачить таргана, і бризкає на нього, але це не дає жодного ефекту. Тому він кидає його на підлогу та чавить ногою. Раптом в нього починається анафілактичний шок, він падає на підлогу та помирає. Коли власник будинку повертається, він бачить тіло винищувача тарганів вкрите цими комахами.
За збігом обставин агент Малдер сидить в машині недалеко від міста, видивляючись НЛО. До нього підходить місцевий шериф і розпитує, що він тут робить, а коли Малдер показує посвідчення агента ФБР, представник влади розповідає про серію смертей із тарганами. Малдер із шерифом їдуть на місце смерті винищувача тарганів. Тим часом в тому ж місті троє підлітків п'ють пиво, та вживають галюциногенну речовину, яку вони виробили в домашній лабораторії з гною. Один з підлітків бачить, що таргани залазять всередину його рук. Він намагався дістати їх за допомогою леза і зрештою зарізав себе до смерті. Коли Малдер приїздить на місце цієї події, він дзвонить Скаллі та розповідає, що трапилось. Скаллі каже, що це скоріш за все сталося через дерматозойне марення, яке спричинили галюциногенні речовини. Але Малдер знаходить таргана та підозрює, що таргани таки були причетні до смерті хлопця. Коли Малдер намагається схопити цього таргана, він розсипається на маленькі металічні частинки. Шериф Фрасс повідомляє Малдеру, що поруч із містом Міністерство сільського господарства США проводить експерименти із створенням тарганів-вбивць. Згодом, патологоанатом, який мав робити розтин хлопця, помирає під час відвідання туалету. Його знаходить прибиральник, який бачить, що все його тіло вкрите тарганами. Коли приходять інші люди, таргани вже зникли. Малдер знов дзвонить Скаллі і розповідає про ситуацію. Скаллі каже, що патологоанатом скоріш за все помер через церебральний аневризм. Малдер знов знаходить таргана у раковині і намагається його спіймати, цього разу обережніше, але тарган виривається і падає вниз у трубу.
Малдер вирішує проникнути у лабораторію Міністерства сільського господарства, про яке йому розповів шериф. Всередині він знаходить вчену доктора Бембі Беренбаум, яка досліджує тарганів, щоб покращити методи боротьби зі шкідниками. Вона дуже зацікавлена у вивченні комах, а також вірить, що деякі НЛО це насправді зграї комах, які пролітають через наелектризований простір. Після того, як Малдер повертається до своєї кімнати в готелі, в сусідній кімнаті помирає ще одна людина, яка теж була вкрита тарганами. Малдер робить припущення, що чоловік помер від страху, коли побачив таргана. Він дзвонить Скаллі і повідомляє їй про цей випадок. Цього разу Скаллі вирішує приїхати та розібратись в усьому сама. Нарешті Малдеру вдається впіймати таргана і він приносить його доктору Беренбаум. Вона робить висновок, що тарган механічний. Після цього Малдер приходить до вченого-інваліда доктора Іванова, який створює комахоподібних роботів. Малдер показує йому впійманого таргана. Коли Іванов дивиться на нього в мікроскоп він втрачає дар мови. Через деякий час він каже, що тарган є дуже технологічно складним, і є значно складнішим за все, що він колись бачив. Він висуває припущення, що ці комахи були відправлені на Землю інопланетними цивілізаціями, щоб дослідити Землю.
Тим часом Скаллі приїжджає в місто і заходить до крамниці. Там вона бачить людей, які в паніці згрібають все з полиць та втікають з міста. Дві жінки починають битись через останній балончик отрути проти тарганів. Під час бійки вони збивають полицю із шоколадними кульками. Коли люди бачуть розсипані шоколадні кульки, їм вбачаються таргани і всі в паніці біжать з крамниці. Малдер ідучи від доктора Іванова знаходить ще одного таргана. Він віддає його доктору Беренбаум і вона робить висновок, що це звичайний тарган. Скаллі з'ясовує, що місцевий вчений доктор Екерле, в підвалі якого і помер винищувач тарганів, досліджує видобуток метану з гною і це, скоріш за все, й приваблює тарганів. Скаллі розповідає про це Малдеру і він разом з доктором Беренбаум їде до його лабораторії. Малдер заходить всередину та знаходить доктора Екерле, який перебуває в паніці та параноїдальному стані. Він переконаний, що таргани переслідують його. Екерле наставляє пістолет на Малдера, думаючи, що він тарган, який перетворився в людину. Згодом приїздить Скаллі й телефонує Малдеру на мобільний, щоб з'ясувати, де він. Телефонний дзвінок ще більше лякає Екерле і він стріляє. Він влучає в трубу і приміщення починає заповнюватись метаном. Агенти біжать з лабораторії і, як тільки вони вибігають, лабораторія вибухає. Наступного дня доктор Іванов приїжджає на місце вибуху, щоб поговорити з Малдером. Там він зустрічає доктора Беренбаум. Іванов та Беренбаум йдуть, активно обговорюючи свої спільні інтереси. Згодом Малдер у себе в кабінеті пише звіт і бачить таргана. Він б'є по ньому папкою із «файлами X».

## Створення
Сценариста Деріна Моргана на написання сценарію до цієї серії надихнула стаття в журналі про комахоподібного робота створеного робототехніком Родні Бруксом. На ідею про масову паніку його наштовхнув радіоспектакль Війна світів 1938 року, під час якого багато людей почувши його, подумали, що напад марсіан відбувається насправді, і почалась паніка. Назва серії дана на честь роману «Війна світів» Герберта Уеллса, за яким і був поставлений радіоспектакль. Спочатку планувалось вставити сцену із шерифом з 1930-их, який розповідав про масову паніку у 1930-х, але ця сцена не потрапила до фінальної версії через часові обмеження. Як і в попередній серії сценариста Деріна Моргана «Обман», в цій частині присутній гумор.
Тренер тварин Дебі Коув використала близько 300 справжніх тарганів для зйомок. Режисер Кім Меннерс був дуже задоволений поведінкою тарганів і сказав, що всі сцени із ними були відзняті ідеально. Знімальна команда потім згадувала, що Меннерс навіть почав віддавати тарганам накази. Також використовувались гарно деталізовані гумові муляжі тарганів. Кен Хоурайлів, який їх зробив, сказав, що якщо покласти його муляж поруч зі справжнім тарганом, ніхто не здогадається, що один із них не справжній.
Також в цій серії була «зламана четверта стіна». Був вставлений тарган, який нібито пробігає по екрану, щоб створити у глядачів враження реальності подій.

## Знімались
| Актор             | Роль                   |
| ----------------- | ---------------------- |
| Девід Духовни     | Фокс Малдер            |
| Джилліан Андерсон | Дейна Скаллі           |
| Боббі Філіпс      | доктор Бамбі Беренбаум |
| Рей Бірк          | доктор Джефф Екерле    |
| Білл Доу          | доктор Рік Ньютон      |
| Ніколь Паркер     | Чік                    |
| Алан Джон Баклі   | молодик                |
| Тайлер Лабін      | Стонер                 |